# Các món ăn từ cá

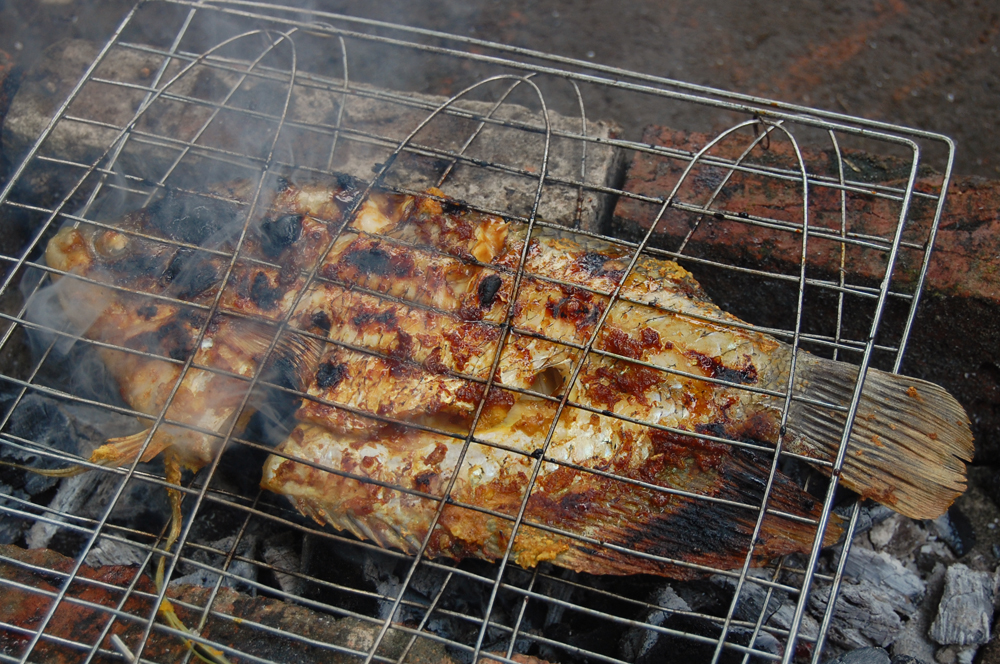
Một món cá nướng

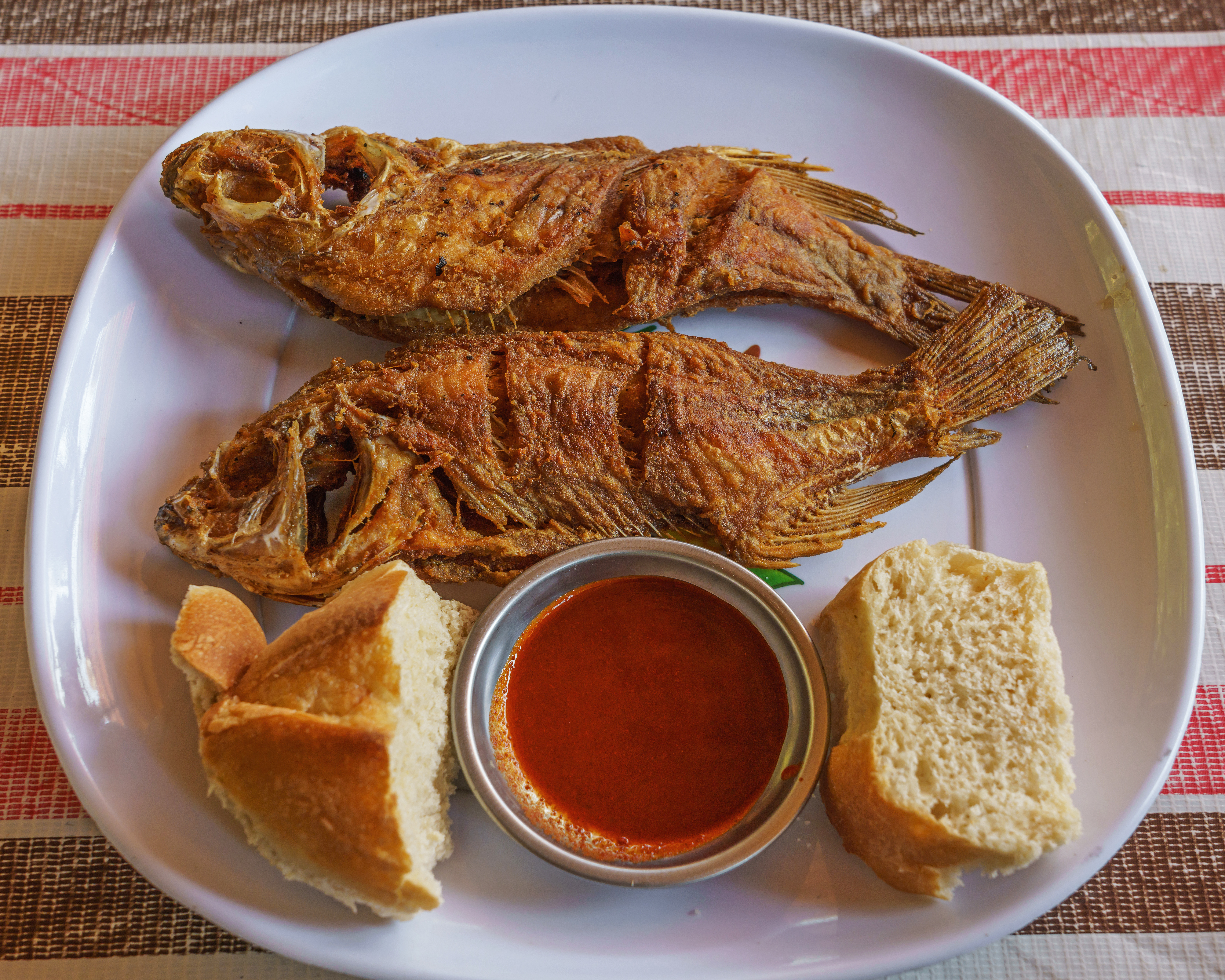
Một món cá truyền thống ở Ethiopia

Các loại cá là nguồn thực phẩm quan trọng của con người. Cá là nguồn nguyên liệu để chế biến nhiều món ăn đa dạng, phong phú. Dưới đây là danh sách các món ăn đáng chú ý (xếp theo vần A-B-C).

## Danh sách

### A
- À l'amiral
- Acqua pazza
- Agujjim
- Amplang
- Arsik
- Asam pedas
- Aseed

### B
- Bánh canh
  - Bánh canh cá lóc hay còn gọi là cháo cá

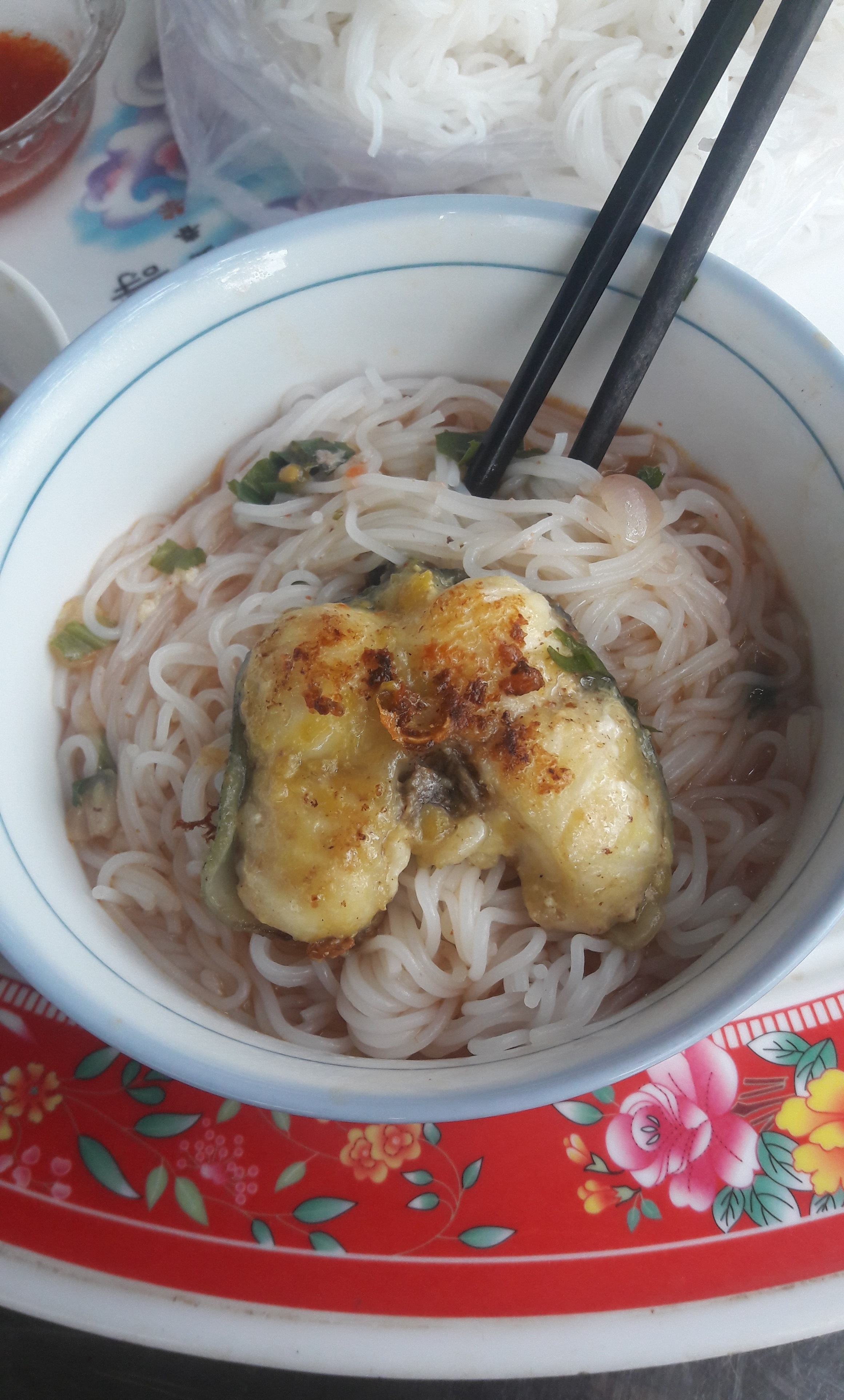
Một món bún cá thu

  - Bánh canh chả cá Nha Trang
- Bánh cá
- Bún lá cá dầm
- Bún mắm: Làm từ mắm cá linh

- Bún cá
  - Bún cá rô đồng
  - Bún cá rô đồng Hải Dương
  - Bún cá Mohinga
- Bún chả cá
- Bacalaíto
- Bacalhau à Brás
- Bacalhau à Gomes de Sá
- Bacalhau à Zé do Pipo
- Bacalhau com natas
- Bacalhau com todos
- Baccalà alla lucana
- Baccalà alla vicentina
- Bouillabaisse
- Bourdeto
- Brandade
- Brathering
- Brudet

### C

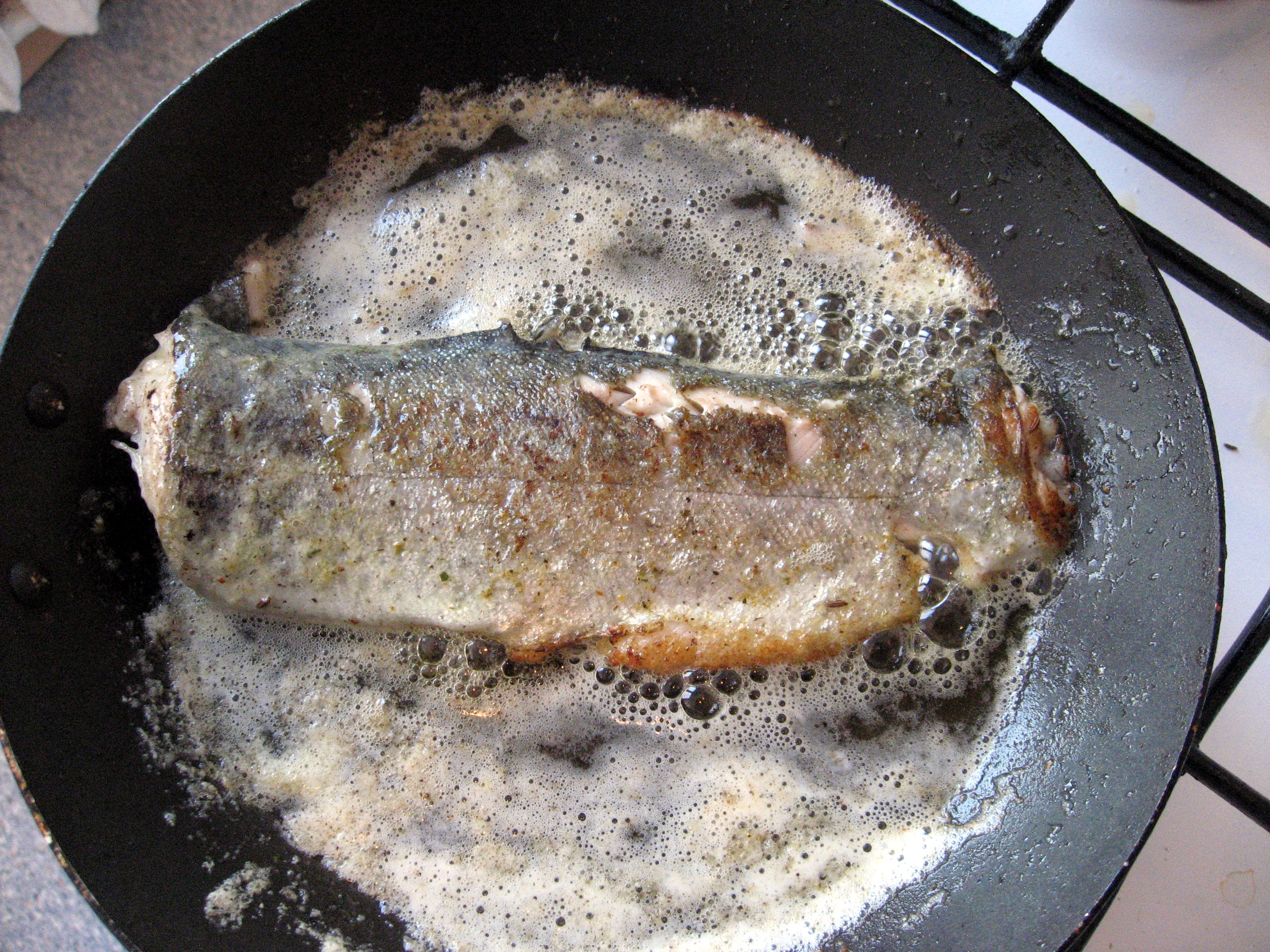
Cá hồi chiên với khoai tây

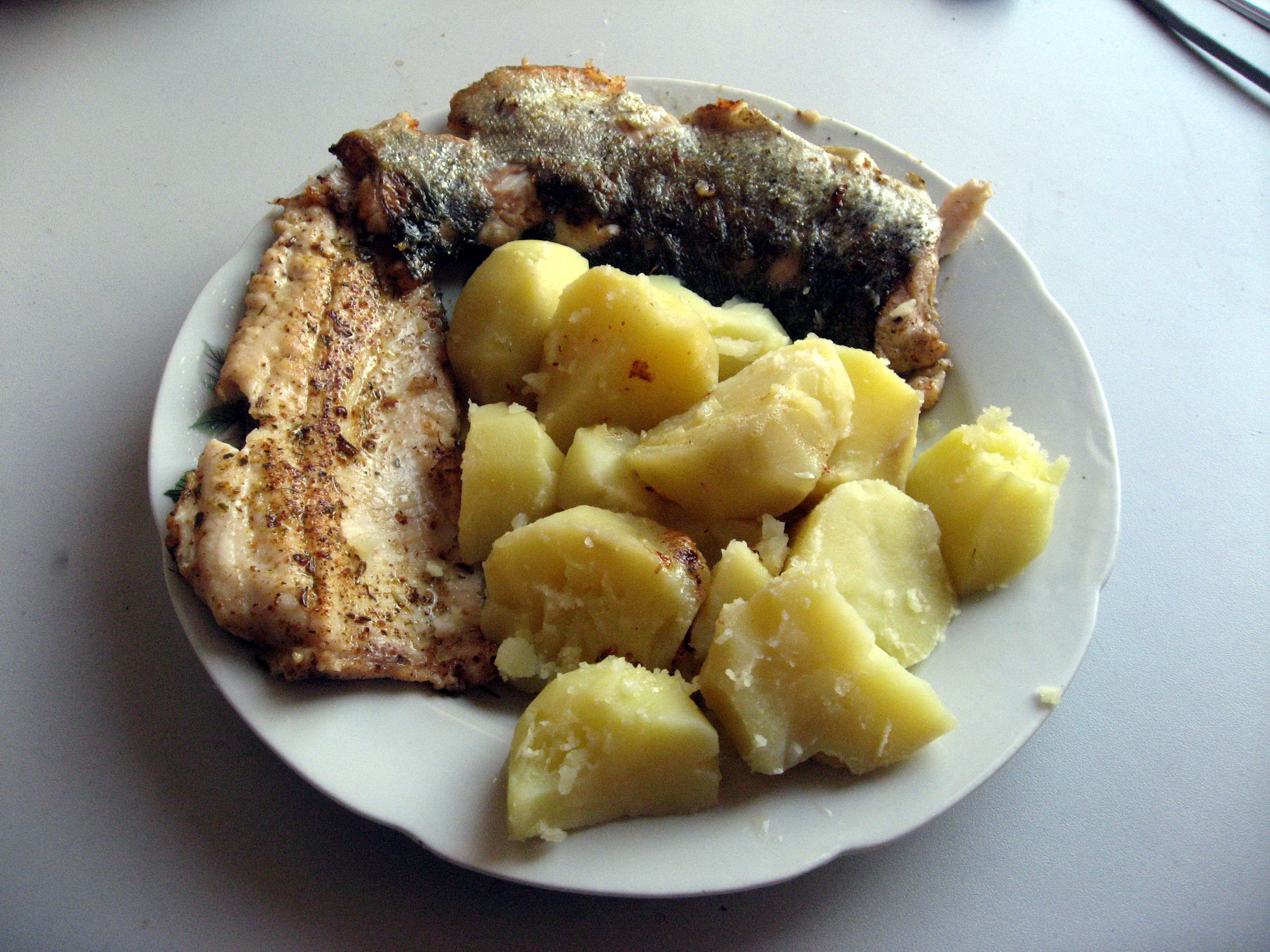
Cá hồi chiên với khoai tây

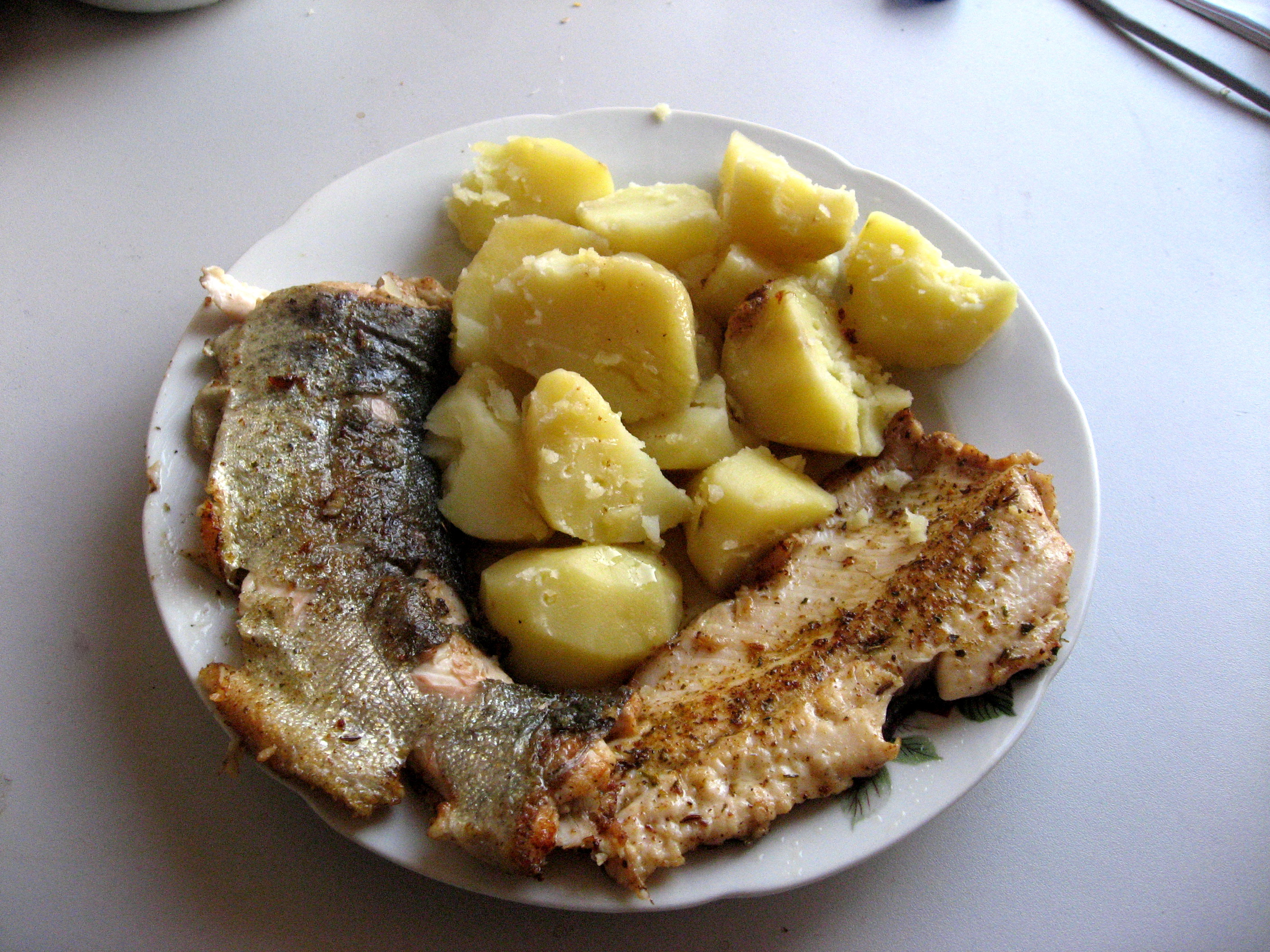
Cá hồi chiên với khoai tây

- Chả cá
  - Chả cá thát lát
  - Chả cá Lã Vọng
  - Chả cá Thái Xuyên
- Cá nướng Thái Xuyên
- Cá thu một nắng Đồ Sơn
- Cá rô Tổng Trường
- Cá thính
- Cá kho
- Cá khô
- Cá viên
- Cá âm dương
- Canh chua
- Canh cá Quỳnh Côi
- Cabbie claw
- Caldeirada
- Caldillo de congrio
- Cappon magro
- Ceviche
- Chhencheda
- Cioppino
- Coulibiac
- Crappit heid
- Cullen skink

### D
- Dojo nabe

### E
- Encebollado
- Eomandu
- Escabeche
- Esgarrat
- Esqueixada

### F
- Fesikh: Cá đối sống ủ muối
- Fish and chips
- Fugu
- Fischbrötchen

### G
- Gỏi nhệch
- Gỏi cá trích
- Gỏi cá

### H
- Hákarl
- Hongeohoe
- Huachinango a la Veracruzana

### I
- Ikizukuri: Cá sống kiểu Nhật
- Ikan bakar: Cá nướng
- Ikan goreng: Cá chiên
- Ikan kicap

### J
- Janssons frestelse

### K
- Katsuobushi (Cá bào)
- Kaeng som
- Kakavia
- Kalakukko
- Kedgeree
- Kibbeling
- Kilawin
- Kuai

### L
- Lát cá tẩm bột
- Lutefisk
- Laulau
- Lohikeitto
- Loimulohi
- lucky dip

### M
- Mắm ruột An Giang
- Miến lươn
- Maeuntang
- Mangalorean Bangude Masala
- Masgouf
- Mohinga
- Moqueca

### N
- Nanbanzuke

### O
- Odorigui: Cá nhíu

### P
- Pa pỉnh tộp: Cá suối nướng lật úp
- Pastilla
- Paling in 't groen
- Paprykarz szczeciński
- Pastéis de Bacalhau
- Pira caldo
- Poke
- Pompano en Papillote
- Portuguese asado
- pandattina
- Psarosoupa

### Q
- Quenelle

### R
- Rakfisk
- Rollmops
- Run down

### S
- Xa lát kiểu Nice (Salad Niçoise)
- Saramură
- Sata
- Sate Bandeng
- Seafood birdsnest
- Shark chutney
- Sole meunière
- Bánh Stargazy
- Steckerlfisch
- Sungeoguk

### T
- Trứng cá tầm muối
- Tom yum
- Tekwan
- Thieboudienne
- Tiradito
- Topote
- Tsukune

### U
- Ukha

### V
- Vi cá mập

### W
- Waterzooi

### Y
- Yassa

### Z
- Zuppa Di Pesce

## Theo loại

### Cá tái
| Tên            | Image                        | Xuất xứ           | Mô tả                                     |
| -------------- | ---------------------------- | ----------------- | ----------------------------------------- |
| Carpaccio      |                              | Italy             |                                           |
| Ceviche        |                              | Peru              |                                           |
| Crudo          |                              | Italy             |                                           |
| E'ia Ota       |                              | Tahiti            |                                           |
| Esqueixada     |                              | Catalan           |                                           |
| Gravlax        | Gravlax served with eel pâté | Nordic            | Cá hồi tươi chắm nước sốt                 |
| Gohu Ikan      |                              | Maluku, Indonesia |                                           |
| Hinava         |                              | Malaysia          |                                           |
| Hoe            |                              | Korea             |                                           |
| Kelaguen       |                              | Mariana Islands   |                                           |
| Kilawin        |                              | Philippines       |                                           |
| Koi pla        |                              | Thái Lan          |                                           |
| Kokoda         |                              | Fiji              |                                           |
| Kuai           |                              | China             | Món ăn xuất xứ từ Trung Quốc              |
| Lakerda        |                              | Turkey            |                                           |
| Lap pa Lap pla |                              | Lào Thái Lan      | Món từ Lào                                |
| 'Ota 'ika      |                              | Tonga             |                                           |
| Poke           |                              | Hawaii            |                                           |
| Sashimi        |                              | Nhật Bản          |                                           |
| Soused herring |                              | Hà Lan            |                                           |
| Stroganina     |                              | Siberia           | Món ăn từ Siberia làm từ cá đông lạnh     |
| Tiradito       |                              | Peru              | Biến thể của ceviche ảnh hưởng từ sashimi |
| Cá ngừ tartare |                              | United States     |                                           |
| Umai           |                              | Malaysia          |                                           |
| Xato           |                              | Catalan           |                                           |
| Yusheng        |                              | Singapore         |                                           |

### Cá hồi

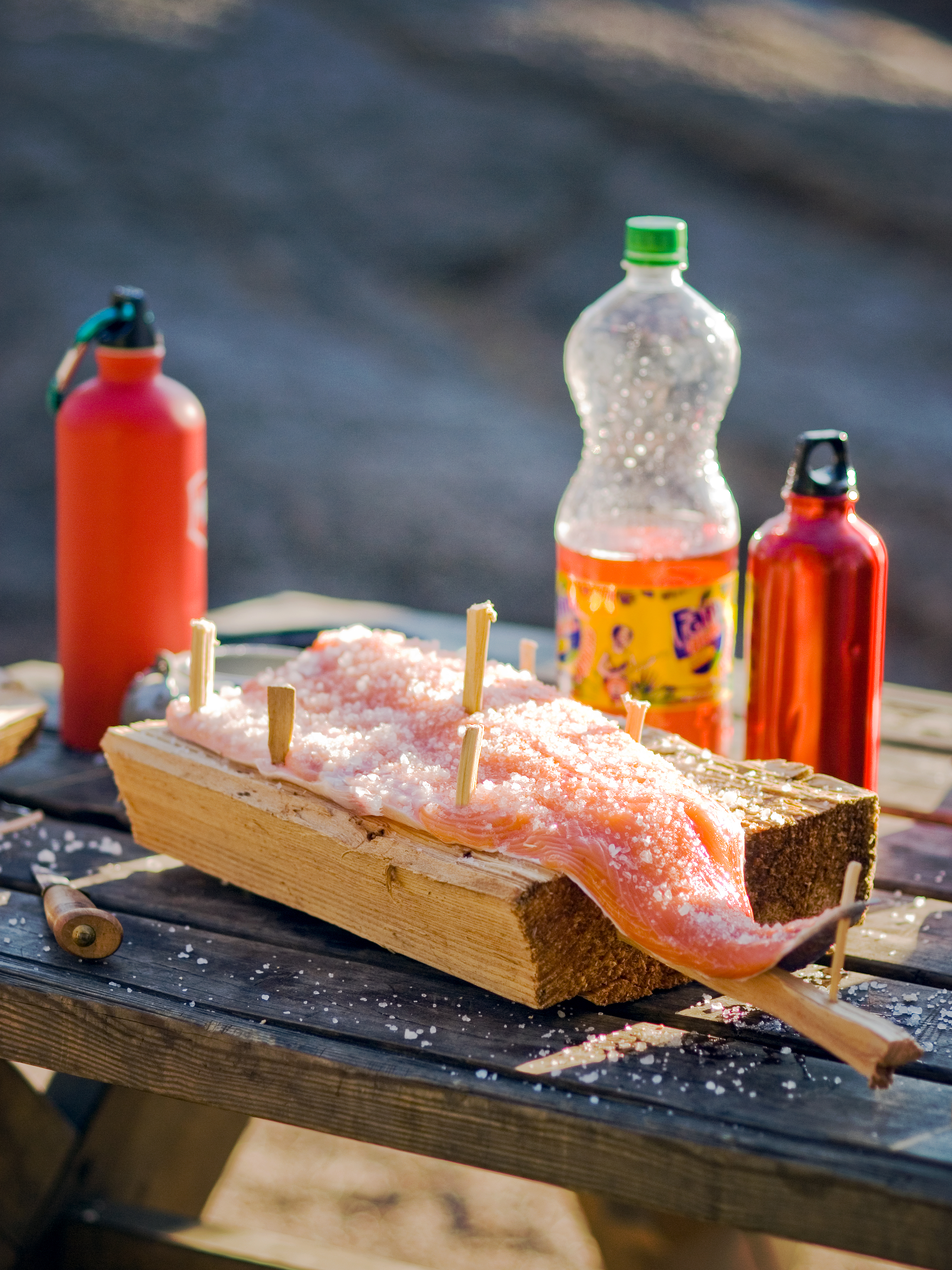
Cá hồi xát muối

- Cá hồi ướp muối (Cured salmon)
- Lox
- Gravlax
- Cá hồi Lomi
- Rui-be
- Bánh cá hồi Salmon pie
- Cá hồi xông khói (Smoked salmon)
- Tekkadon
- Ngọc Thịnh (Yusheng)

### Cá ngừ
- Cakalang fufu
- Garudiya
- Gulha
- Mas huni
- Mas riha
- Rihaakuru
- Tekkadon

## Ấn Độ
- Dahi machha
- Machh bhaja
- Machher Jhol
- Malabar matthi curry
- Panta bhat
- Patra ni machhi